# Liste der Naturdenkmale in Glashütte (Sachsen)
Die Liste der Naturdenkmale in Glashütte (Sachsen) nennt die Naturdenkmale in Glashütte im sächsischen Landkreis Sächsische Schweiz-Osterzgebirge.

## Definition
„Naturdenkmäler sind rechtsverbindlich festgesetzte Einzelschöpfungen der Natur oder entsprechende Flächen bis zu fünf Hektar, deren besonderer Schutz erforderlich ist
1. aus wissenschaftlichen, naturgeschichtlichen oder landeskundlichen Gründen oder
2. wegen ihrer Seltenheit, Eigenart oder Schönheit.“

„§ 18 – Naturdenkmäler – (zu § 28 BNatSchG)
(1) Die Erklärung nach § 22 Abs. 1 BNatSchG von Teilen von Natur und Landschaft als Naturdenkmal erfolgt durch Rechtsverordnung oder Einzelanordnung.
(2) Über § 28 Abs. 1 BNatSchG hinaus können Naturdenkmäler zur Sicherung von Lebensgemeinschaften oder Lebensstätten von im Bestand gefährdeten oder streng geschützten Arten festgesetzt werden.“

## Liste
Link zu einem Kartenansichtstool, um Koordinaten zu setzen.
| Bild            | Bezeichnung                                                                                             | Lage                                                | Beschreibung                          | Datum                                                                    | Nummer  |
| --------------- | --- | --------------------------------------------------- | ------------------------------------- | ------------------------------------------------------------------------ | ------- |
| BW              | Rotbuche an den Buschhäusern nordwestlich Reinhardtsgrimma (Fagus sylvatica)                            | Reinhardtsgrimma (50° 53′ 53,6″ N, 13° 46′ 50,1″ O) |                                       | 4, 5                                                                     | wrk 020 |
| BW              | Traubeneiche (sogenannte „Steineiche“) am Heideberg nordwestlich von Reinhardtsgrimma (Quercus petraea) | Reinhardtsgrimma (50° 53′ 43,2″ N, 13° 45′ 53,2″ O) |                                       | 4, 5                                                                     | wrk 022 |
| BW              | Fledermaus-Quartier in Glashütte                                                                        | Glashütte (50° 50′ 54,7″ N, 13° 46′ 54,7″ O)        | Lebensstätte streng geschützter Arten | Beschluss-Nr. 71-22/90 des Rat des Kreises Dippoldiswalde vom 10.01.1990 | wrk 112 |
| BW              | Fichte an der Teufelsmühle Hausdorf (Picea abies)                                                       | Hirschbach (50° 54′ 43,8″ N, 13° 46′ 11,4″ O)       |                                       | 3, 4                                                                     | wrk 114 |
| BW              | Kiefer in der Hirschbacher Heide (Pinus sylvestris)                                                     | Hirschbach (50° 54′ 59,3″ N, 13° 44′ 1,8″ O)        |                                       | 1, 3, 4                                                                  | wrk 115 |
| Fotos hochladen | Drei Bäume auf dem Friedhof Reinhardtsgrimma (Quercus robur; Fagus sylvatica; Acer platanoides)         | Reinhardtsgrimma (50° 53′ 38,8″ N, 13° 45′ 10″ O)   |                                       | 4, 5                                                                     | wrk 118 |
| BW              | Drei Bäume auf dem Friedhof Reinhardtsgrimma (Quercus robur; Fagus sylvatica; Acer platanoides)         | Reinhardtsgrimma (50° 53′ 37″ N, 13° 45′ 12,2″ O)   |                                       | 4, 5                                                                     | wrk 118 |
| BW              | Drei Bäume auf dem Friedhof Reinhardtsgrimma (Quercus robur; Fagus sylvatica; Acer platanoides)         | Reinhardtsgrimma (50° 53′ 37,1″ N, 13° 45′ 12,6″ O) |                                       | 4, 5                                                                     | wrk 118 |
| BW              | Wildapfel bei Johnsbach (Malus sylvestris)                                                              | Johnsbach (50° 50′ 32,9″ N, 13° 45′ 17,7″ O)        |                                       | 1, 2, 3, 4, 5                                                            | wrk 119 |
| BW              | Weißtanne am Tännelbach bei Schmiedeberg (Abies alba)                                                   | Oberfrauendorf (50° 50′ 57″ N, 13° 40′ 23,7″ O)     |                                       | 3, 4                                                                     | wrk 122 |
| BW              | Wacholder auf der Teufelskanzel bei Glashütte (Juniperus communis)                                      | Glashütte (50° 51′ 34,6″ N, 13° 47′ 46,4″ O)        |                                       | 3                                                                        | wrk 127 |
| BW              | Wacholder und Trauben-Eiche am Gittelberg Johnsbach (Juniperus communis, Quercus petraea)               | Johnsbach (50° 49′ 58,4″ N, 13° 43′ 57,1″ O)        |                                       | 1, 3, 4                                                                  | wrk 128 |
| BW              | Apfelallee Alte Eisenstraße bei Schlottwitz (Malus domestica)                                           | Cunnersdorf (50° 52′ 17,2″ N, 13° 48′ 37,5″ O)      |                                       | 1, 2                                                                     | wrk 129 |
| BW              | Holzapfel an der Kalkhöhe Cunnersdorf (Malus sylvestris)                                                | Cunnersdorf (50° 51′ 48,6″ N, 13° 46′ 40,7″ O)      |                                       | 3, 4                                                                     | wrk 130 |
| BW              | Holzapfel am Birkenweg Johnsbach (Malus sylvestris)                                                     | Johnsbach (50° 49′ 50″ N, 13° 44′ 15,1″ O)          |                                       | 3, 4                                                                     | wrk 131 |
| BW              | Drei Fichten im Schilfbachtal bei Falkenhain (Picea abies)                                              | Johnsbach (50° 48′ 35,9″ N, 13° 45′ 38,5″ O)        |                                       | 3, 4                                                                     | wrk 135 |
| BW              | Eibe am Tännelbach bei Schmiedeberg (Taxus baccata)                                                     | Oberfrauendorf (50° 50′ 55″ N, 13° 40′ 18,3″ O)     |                                       | 1, 3                                                                     | wrk 138 |
| BW              | Schilfbachtal                                                                                           | (50° 48′ 36,1″ N, 13° 46′ 20,1″ O)                  |                                       |                                                                          | WRK 014 |
| BW              | Orchideenwiese Johnsbach                                                                                | Johnsbach (50° 49′ 29,6″ N, 13° 43′ 12,2″ O)        |                                       |                                                                          | WRK 015 |
| BW              | Wiese Oberschlottwitz                                                                                   | Schlottwitz (50° 52′ 39,9″ N, 13° 49′ 5,5″ O)       |                                       |                                                                          | WRK 016 |
| BW              | Orchideenwiese Cunnersdorf                                                                              | Schlottwitz (50° 52′ 28,1″ N, 13° 48′ 43,4″ O)      |                                       |                                                                          | WRK 017 |
| BW              | Orchideenhang Schlottwitz                                                                               | Schlottwitz (50° 53′ 39,2″ N, 13° 48′ 12,9″ O)      |                                       |                                                                          | WRK 024 |
| BW              | Kohlbachtal                                                                                             | (50° 50′ 30,5″ N, 13° 46′ 54,5″ O)                  |                                       |                                                                          | WRK 067 |
| BW              | Teich Hirschbach                                                                                        | Hirschbach (50° 54′ 36,6″ N, 13° 44′ 6,6″ O)        |                                       |                                                                          | WRK 080 |
| BW              | Alm-Wiese Glashütte am Cunnerdorfer Weg                                                                 | (50° 51′ 20,2″ N, 13° 46′ 36,5″ O)                  |                                       |                                                                          | WRK 111 |
| BW              | Südhang im Hirtenwiesengrund                                                                            | (50° 51′ 18,3″ N, 13° 46′ 35,6″ O)                  |                                       |                                                                          | WRK 112 |
| BW              | Wiese an der Sonnenleite                                                                                | (50° 51′ 4,1″ N, 13° 45′ 52,1″ O)                   |                                       |                                                                          | WRK 113 |
| BW              | Wiesen oberhalb Krachwitz                                                                               | Krachwitz (50° 50′ 47,8″ N, 13° 45′ 27″ O)          |                                       |                                                                          | WRK 114 |
| BW              | Wiesen oberhalb Krachwitz                                                                               | Krachwitz (50° 50′ 51,1″ N, 13° 45′ 27,1″ O)        |                                       |                                                                          | WRK 114 |
| BW              | Bekassinenwiese Johnsbach                                                                               | Johnsbach (50° 49′ 28,2″ N, 13° 43′ 27,2″ O)        |                                       |                                                                          | WRK 115 |

Das Nummernschema des Landkreises unterscheidet
- Einzelnaturdenkmal = Kleinbuchstaben (wrk 001 Babisnauer Pappel; …)
- Flächennaturdenkmal = Großbuchstaben (WRK 001 Kugelpechstein; …)